# DV (Zeitung)
DV (von Dagblaðið & Vísir, dann Dagblaðið Vísir) war eine 1981 gegründete isländische Boulevardzeitung im Tabloid-Format, die ursprünglich als Tageszeitung erschien. Nach verschiedenen Änderungen der Erscheinungsfrequenz erschien sie zuletzt wöchentlich. Eine im April 2021 angekündigte „Veröffentlichungspause“ der gedruckten Ausgabe erwies sich als dauerhaft und DV existiert seither nur noch in der Form des Onlineportals dv.is.

## Geschichte
Die Zeitung entstand 1981 als Dagblaðið & Vísir durch die Fusion der 1910 gegründeten Zeitung Vísir, der ältesten Tageszeitung Islands, und des 1975 nach einem Konflikt um die politische Ausrichtung von Vísir gegründeten Dagblaðið.
In der Vergangenheit heizte DV die öffentliche Debatte in Island immer wieder mit einer aggressiven Redaktionspolitik an. So wurden etwa häufig die vollen Namen, Adressen und Bilder von noch nicht rechtskräftig verurteilten Strafverdächtigen veröffentlicht. DV verteidigte sich damit, dass die Öffentlichkeit ein Recht auf die Veröffentlichung dieser Daten habe. 
Im Januar 2006 rückte besonders die Berichterstattung über einen früheren Grundschullehrer in das öffentliche Interesse. Dieser hatte angeblich zumindest zwei Jungen in seiner Heimatstadt Ísafjörður sexuell missbraucht. Am Tag der Veröffentlichung des ersten Berichtes darüber in der DV beging der Beschuldigte Selbstmord. In seinem Abschiedsbrief erklärte er, den durch die Berichterstattung erzeugten Druck nicht ertragen zu können. Daraufhin wurde der öffentliche Druck auf die Zeitung, derartige Berichte zukünftig sensibler zu gestalten, größer. Eine Online-Petition wurde von 30.000 Personen unterschrieben (etwa 10 % der isländischen Bevölkerung). Mehrere Redakteure verloren ihren Arbeitsplatz. Als direkte Reaktion darauf wurden die Gesetze zum Schutz vor Diffamierung in den Medien verschärft. Zukünftig müssen Medienunternehmen in einem solchen Fall hohe Summen an Schadenersatz zahlen (im anglo-amerikanischen Rechtssystem unter Punitive damages bekannt).
Ab 2008 gehörte DV zum Medienunternehmen Birtingur, das seinerseits Bestandteil der Baugur Group war. 2010 wurde die Zeitung von einer Investorengruppe um die Kunsthändlerin Lilja Skaftadóttir und DV-Chefredakteur Reynir Traustsson gekauft, die aus der Boulevardzeitung eine unabhängige Alternative im isländischen Zeitungsmarkt schaffen wollten. Die neuen Eigentümer hatten festgelegt, dass kein Aktionär, unabhängig von seinem Aktienanteil, über mehr als 26 % der Stimmen verfügen kann, und eine deutlichere Unterscheidung zwischen Management und Redaktion eingeführt. Nach einem Konflikt unter den Aktionären übernahm Ende 2014 die Verlagsgesellschaft Vefpressan, die unter anderem das Portal pressan.is betrieb, die Zeitung. Neuer Herausgeber war Björn Ingi Hrafnsson. Im September 2017 wurde die Zeitung von Frjáls fjölmiðlun („Freie Medien“) mit Karl Garðarsson als Geschäftsführer übernommen. Im Dezember 2019 wurde angekündigt, dass DV von Frjáls fjölmiðlun an die Gesellschaft Torg, die die Tageszeitung Fréttablaðið herausgab, verkauft werde. Der Verkauf wurde 2020 vollzogen. Chefredakteurin von DV wurde Tobba Marinósdóttir, auf sie folgte 2021 Björn Þorfinnson.
Am 28. April 2006 wurde bekanntgegeben, dass DV künftig nur mehr am Wochenende publiziert werde, da eine tägliche Ausgabe wirtschaftlich unrentabel sei. Mit Stand Ende Juli 2010 erschien die Zeitung dreimal wöchentlich, später wieder wöchentlich. Die letzte reguläre Ausgabe von DV als gedruckter Wochenzeitung erschien am 1. April 2021. Am 6. April 2021 wurde eine „vorübergehende Veröffentlichungspause“ der gedruckten Version angekündigt. In der Folge erschienen in der Aufmachung der Zeitung eine Zeitlang noch „Wochenend-Interviews“ im PDF-Format, ansonsten wurde nur das Onlineportal fortgeführt. Mit der Einstellung des ebenfalls von Torg herausgegebenen Fréttablaðið am 31. März 2023 wurde bekanntgegeben, dass das Portal dv.is von der Gesellschaft Fjölmiðlatorgið ehf. fortgeführt werden soll.